# 유원 (삼호경후)
유원(劉元, ? ~ ?)은 전한의 제후로, 하간헌왕의 증손이다.

## 행적
아버지 유엄의 뒤를 이어 삼호후(參戶侯)에 봉해졌다. 시호를 경(頃)이라 하였고, 아들 유이친이 작위를 이었다.

## 출전
- 반고, 《한서》 권15상 왕자후표 上

| 선대 아버지 삼호경후 유엄 | 전한의 삼호후 ? ~ ? | 후대 아들 삼호효후 유이친 |